# Liste der denkmalgeschützten Objekte in Schwaz
Die Liste der denkmalgeschützten Objekte in Schwaz enthält die 80 denkmalgeschützten, unbeweglichen Objekte der Tiroler Gemeinde Schwaz.

## Denkmäler
| Foto |                 | Denkmal | Standort                                               | Beschreibung | Metadaten |
| ---- | --------------- | --- | ------------------------------------------------------ | --- | --- |
| ja   | Datei hochladen | Kreuzkapelle beim Erbstollen am Falkenstein HERIS-ID: 40201 Objekt-ID: 40100 TKK: 16703                                    | bei Erbstollenweg 3a Standort KG: Schwaz               | Eine erste Kapelle wurde um 1550 erwähnt, diese wurde wahrscheinlich im Zusammenhang mit dem unmittelbar daneben 1491 aufgeschlagenen Siegmund-Stollen errichtet. 1730 wurde sie anlässlich des Besuchs der Bergwerksanlagen am Falkenstein durch den späteren Kaiser Franz I. Stephan neu gebaut. 1991 wurde sie wegen Beschädigung durch den Schwerverkehr versetzt. Der Kapellenbildstock mit eingezogenem, geradem Chorschluss und Walmdach weist an der Hauptfassade einen profilierten Rundbogen über rechteckigen Portalpfeilern auf, darüber befindet sich eine Stuckkartusche mit Hammer und Schlägel als Symbol für den Bergbau. Der Innenraum mit Tonnengewölbe ist mit Gewölbefresken von Johann Köchler von 1909 und Stuckaturen mit Akanthusranken, Bandelwerk, Blumen- und Muschelmotiven (um 1730) geschmückt. An der Rückwand befindet sich eine Kreuzigungsgruppe. | BDA-Hist.: Q37993424 Status: Bescheid Stand der BDA-Liste: 2025-06-30 Name: Kreuzkapelle beim Erbstollen am Falkenstein GstNr.: .605 Kreuzkapelle beim Erbstollen                                                     |
| ja   | Datei hochladen | Innbrücke/Steinbrücke mit Figurenbildstock hl. Johannes Nepomuk HERIS-ID: 89818 Objekt-ID: 104473 TKK: 16468               | bei Andreas-Hofer-Straße 3 Standort KG: Schwaz         | Die Plattenbalkenbrücke über den Inn wurde 1927/28 nach einem Entwurf von Clemens Holzmeister gebaut. Sie hat zwei Brückenpfeiler. An beiden Ufern je ein Kragträger, in der Mitte ein Einhängträger, der in Form eines Gerberträgers ausgeführt wurde. Die Gestaltung ist betont sachlich und zurückhaltend, die beiden Pfeiler jedoch expressiv betont. In der Brückenmitte eine Nepomukstatue von Hartwig Karl Unterberger aus dem Jahre 1997. Anmerkung: 2024 abgerissen und durch einen Neubau ersetzt. | BDA-Hist.: Q29566697 Status: § 2a Stand der BDA-Liste: 2025-06-30 Name: Innbrücke/Steinbrücke mit Figurenbildstock hl. Johannes Nepomuk GstNr.: 2315, 2322, 2431/1 Innbrücke Schwaz                                   |
| BW   | Datei hochladen | Wohnhaus, Arzkasten (ehem. Erzspeicher) HERIS-ID: 246286 TKK: 130933seit 2025                                              | Archengasse 1 Standort KG: Schwaz                      | Der ehemalige Erz- oder Getreidespeicher auf der linken Innseite ist in die Uferbegrenzungsmauer eingebunden. Er wurde nach 1840 neu gebaut, in der straßenseitigen Westmauer finden sich ältere Reste vermutlich aus der Zeit der Spätgotik. Der zweigeschoßige Mauerbau weist ein Schopfwalmdach mit breiter Hohlkehle unterhalb des Dachansatzes auf. Die Fassaden sind mit Putzfaschen zwischen den Geschoßen, an den Gebäudekanten und rund um die Fensteröffnungen gegliedert. Die Fenster sind mit einfachen Durchsteckgittern verschlossen. Der Lagerraum ist über zwei zweiflügelige Tore an der nördlichen Giebelseite erschlossen. Im Obergeschoß befinden sich eine zweiflügelige Tür und ein vergittertes Fenster. Der Lagerraum im Dachgeschoß ist ebenfalls über eine zweiflügelige Brettertür erschlossen. | BDA-Hist.: Q135183765 Status: Bescheid Stand der BDA-Liste: 2025-06-30 Name: Wohnhaus, Arzkasten (ehem. Erzspeicher) GstNr.: .13                                                                                      |
| ja   | Datei hochladen | Wohnhaus HERIS-ID: 89820 Objekt-ID: 104476 TKK: 116398                                                                     | Archengasse 4 Standort KG: Schwaz                      | | BDA-Hist.: Q37743043 Status: § 2a Stand der BDA-Liste: 2025-06-30 Name: Wohnhaus GstNr.: .11 Archengasse 4 (Schwaz)                                                                                                   |
| ja   | Datei hochladen | Marienheim HERIS-ID: 55869 Objekt-ID: 64758 TKK: 116412                                                                    | Archengasse 5 Standort KG: Schwaz                      | | BDA-Hist.: Q38068402 Status: § 2a Stand der BDA-Liste: 2025-06-30 Name: Marienheim GstNr.: 14 Archengasse 5 (Schwaz)                                                                                                  |
| BW   | Datei hochladen | Wohnhaus und ehem. Feuermauer/Einfriedungsmauer HERIS-ID: 89821 TKK: 143500seit 2021                                       | Archengasse 6 Standort KG: Schwaz                      | | BDA-Hist.: Q107711254 Status: Bescheid Stand der BDA-Liste: 2025-06-30 Name: Wohnhaus und ehem. Feuermauer/ Einfriedungsmauer GstNr.: .8/2, .9, 12/1, 13                                                              |
| ja   | Datei hochladen | Knappenbrunnen HERIS-ID: 89456 Objekt-ID: 104087 TKK: 16543                                                                | Burggasse Standort KG: Schwaz                          | Der Knappenbrunnen wurde um 1900 von Franz Kobald geschaffen. | BDA-Hist.: Q37737936 Status: § 2a Stand der BDA-Liste: 2025-06-30 Name: Knappenbrunnen GstNr.: 2331/1 Knappenbrunnen (Schwaz)                                                                                         |
| ja   | Datei hochladen | Essl-Haus HERIS-ID: 40196 Objekt-ID: 40095 TKK: 16461                                                                      | Burggasse 4 Standort KG: Schwaz                        | Das viergeschoßige Esslhaus mit zwei Portalen stammt aus dem 16. Jahrhundert. | BDA-Hist.: Q37993355 Status: Bescheid Stand der BDA-Liste: 2025-06-30 Name: Essl-Haus GstNr.: .65 Burggasse 4 (Schwaz)                                                                                                |
| ja   | Datei hochladen | Figurenbildstock hl. Barbara HERIS-ID: 89548 Objekt-ID: 104182 TKK: 16538                                                  | gegenüber Burggasse 4 Standort KG: Schwaz              | Die Statue der hl. Barbara stammt von Franz Kobald aus dem Jahre 1902. | BDA-Hist.: Q37739310 Status: § 2a Stand der BDA-Liste: 2025-06-30 Name: Figurenbildstock hl. Barbara GstNr.: 2331/1 Bildstock hl. Barbara, Schwaz, by Franz Kobald                                                    |
| ja   | Datei hochladen | Gasthaus Zur Krippe/Tippeler HERIS-ID: 40197 Objekt-ID: 40096 TKK: 16497                                                   | Burggasse 6 Standort KG: Schwaz                        | Das stattliche Gasthaus mit Erker und vorragendem Obergeschoß stammt aus dem 16. Jahrhundert. | BDA-Hist.: Q37993367 Status: Bescheid Stand der BDA-Liste: 2025-06-30 Name: Gasthaus Zur Krippe/Tippeler GstNr.: 138/4 Burggasse 6 (Schwaz)                                                                           |
| ja   | Datei hochladen | Bürgerhaus HERIS-ID: 40198 Objekt-ID: 40097 TKK: 16462                                                                     | Burggasse 7 Standort KG: Schwaz                        | Das viergeschoßige Bürgerhaus mit Rundbogenportal stammt aus dem 16. Jahrhundert. | BDA-Hist.: Q37993382 Status: Bescheid Stand der BDA-Liste: 2025-06-30 Name: Bürgerhaus GstNr.: .127 |
| ja   | Datei hochladen | Bildstock Prem HERIS-ID: 89457 Objekt-ID: 104088 TKK: 116414                                                               | gegenüber Burggasse 9 Standort KG: Schwaz              | | BDA-Hist.: Q37737950 Status: § 2a Stand der BDA-Liste: 2025-06-30 Name: Bildstock Prem GstNr.: 2331/1 Bildstock Prem, Schwaz                                                                                          |
| ja   | Datei hochladen | Toni Knapp-Haus HERIS-ID: 40199 Objekt-ID: 40098 TKK: 16499                                                                | Burggasse 16 Standort KG: Schwaz                       | Das Haus mit geschweiftem Giebel, zwei Erkern und Fassadenmalerei wurde im 18. Jahrhundert errichtet. | BDA-Hist.: Q37993395 Status: Bescheid Stand der BDA-Liste: 2025-06-30 Name: Toni Knapp-Haus GstNr.: .117 Toni-Knapp-Haus, Schwaz                                                                                      |
| ja   | Datei hochladen | Burg Freundsberg HERIS-ID: 89982 Objekt-ID: 104651 TKK: 16457                                                              | Burggasse 55 Standort KG: Schwaz                       | → Hauptartikel : Schloss Freundsberg f1 | BDA-Hist.: Q185287 Status: § 2a Stand der BDA-Liste: 2025-06-30 Name: Burg Freundsberg GstNr.: .353/1, .353/2, .353/3, 441, 442 Burg Freundsberg                                                                      |
| ja   | Datei hochladen | Schlosskapelle Freundsberg mit Kreuzigungsgruppe HERIS-ID: 89986 Objekt-ID: 104655 TKK: 17930                              | Burggasse 55 Standort KG: Schwaz                       | Die Kapelle von Schloss Freundsberg an der Nordseite der Burganlage wurde 1634–1637 unter Einbeziehung des gotischen Chors im Stil der Spätrenaissance neu errichtet. Sie besteht aus einem dreijochigen Schiff, einem zweijochigen Chor und einem achteckigen Dachreiter mit Zwiebelhelm. Das Innere ist mit einer Stichkappentonne auf flachen Stuckkonsolen, Stuckrippen, Rautennetz und Medaillons gestaltet. Im Chor befinden sich Freskenmedaillons der vier Evangelisten. Die Kreuzigungsgruppe an der Außenwand wurde um 1650 von Michael Gasser geschaffen. | BDA-Hist.: Q37744004 Status: § 2a Stand der BDA-Liste: 2025-06-30 Name: Schlosskapelle Freundsberg mit Kreuzigungsgruppe GstNr.: .353/2 Schlosskapelle Freundsberg                                                    |
| ja   | Datei hochladen | Wasser-/Brunnenkapelle HERIS-ID: 89984 Objekt-ID: 104653 TKK: 17932                                                        | bei Burggasse 55 Standort KG: Schwaz                   | Die Kapelle neben Schloss Freundsberg wurde im 16. Jahrhundert von Knappen errichtet. An der Frontseite befindet sich ein breiter, schmiedeeisenvergitterter Rundbogen, im Giebelfeld eine Darstellung Moses schlägt Wasser aus dem Felsen aus der Mitte des 18. Jahrhunderts, die Christoph Anton Mayr zugeschrieben wird. Im tonnengewölbten Inneren steht ein Brunnen mit Marmorschale und Christusstatue, aus der das Wasser fließt. Das Deckenfresko Arme Seelen vor dem Auferstandenen wurde um 1960 von Alfred Schwarz geschaffen. | BDA-Hist.: Q37743959 Status: § 2a Stand der BDA-Liste: 2025-06-30 Name: Wasser-/Brunnenkapelle GstNr.: 442 Wasserkapelle auf Freundsberg, Schwaz                                                                      |
| ja   | Datei hochladen | Hl. Grabkapelle Freundsberg HERIS-ID: 90028 Objekt-ID: 104703 TKK: 17931                                                   | bei Burggasse 55 Standort KG: Schwaz                   | Die Heiliggrabkapelle wurde 1688 nördlich von Schloss Freundsberg errichtet. Die Eingangsfassade ist mit barockisierenden Wandmalereien von Karl Heinrich Köll von 1989 geschmückt, die König David und Moses sowie Wappen zeigen. Der Innenraum ist flach gedeckt und mit plastischer Stuckdekoration von 1688 versehen. Der Altarbereich ist oktogonal überkuppelt und mit Fresken (Engel mit Leidensdarstellungen und Lamm Gottes) von Christoph Anton Mayr aus der Zeit um 1750 geschmückt. | BDA-Hist.: Q37744476 Status: § 2a Stand der BDA-Liste: 2025-06-30 Name: Hl. Grabkapelle Freundsberg GstNr.: .353/3 Hl. Grabkapelle Freundsberg, Schwaz                                                                |
| ja   | Datei hochladen | Isidorbrunnen HERIS-ID: 89575 Objekt-ID: 104217 TKK: 16540                                                                 | Ernst-Knapp-Straße 23, in der Nähe Standort KG: Schwaz | Der Laufbrunnen hat einen dreieckigen, betonierten Brunnentrog und ist inschriftlich mit 1941 datiert. Die Metallskulptur des hl. Isidor mit dem Spaten steht mitten im Becken und stammt von Karl Severin Unterberger. | BDA-Hist.: Q37739667 Status: § 2a Stand der BDA-Liste: 2025-06-30 Name: Isidorbrunnen GstNr.: 2360 Isidorbrunnen Schwaz                                                                                               |
| ja   | Datei hochladen | Fuggerhaus/Rathaus und Hauskapelle HERIS-ID: 40202 Objekt-ID: 40101 TKK: 16464                                             | Franz-Josef-Straße 2 Standort KG: Schwaz               | Das viergeschoßige Rathaus wurde in den Jahren 1505 bis 1510 erbaut. Seine Hauptfassade ist durch einen achteckigen Mittelerker sowie Eckerker gestaltet. Sie weist ein gotisches Spitzbogenportal, Fresken und gemalte Fensterumrahmungen auf. | BDA-Hist.: Q37993437 Status: Bescheid Stand der BDA-Liste: 2025-06-30 Name: Fuggerhaus/Rathaus und Hauskapelle GstNr.: .144 Rathaus Schwaz                                                                            |
| ja   | Datei hochladen | Rizhaus HERIS-ID: 89492 Objekt-ID: 104124 TKK: 16488seit 2019                                                              | Franz-Josef-Straße 6 Standort KG: Schwaz               | | BDA-Hist.: Q105646632 Status: Bescheid Stand der BDA-Liste: 2025-06-30 Name: Rizhaus GstNr.: .146 Rizhaus, Schwaz |
| ja   | Datei hochladen | Bürgerhaus HERIS-ID: 40203 Objekt-ID: 40102 TKK: 116401                                                                    | Franz-Josef-Straße 11 Standort KG: Schwaz              | Das dreigeschoßige Bürgerhaus mit Erker weist noch einen gotischen Lichthof auf. | BDA-Hist.: Q37993450 Status: Bescheid Stand der BDA-Liste: 2025-06-30 Name: Bürgerhaus GstNr.: .174 |
| ja   | Datei hochladen | Wohn- und Geschäftshaus, ehem. Blaues Haus HERIS-ID: 113245 Objekt-ID: 131522 TKK: 16491seit 2019                          | Franz-Josef-Straße 12 Standort KG: Schwaz              | Anmerkung: Bis 2018 war das Gebäude in geringerem Umfang als Portal und Wirtsschild (ID: 40103) geschützt. | BDA-Hist.: Q37993460 Status: Bescheid Stand der BDA-Liste: 2025-06-30 Name: Wohn- und Geschäftshaus, ehem. Blaues Haus GstNr.: .149, .150/1 Franz-Josef-Straße 12 (Schwaz)                                            |
| ja   | Datei hochladen | Hofpartie des Bürgerhauses HERIS-ID: 40205 Objekt-ID: 40105 TKK: 16493                                                     | Franz-Josef-Straße 24 Standort KG: Schwaz              | Der Kernbau stammt aus dem 15./16. Jahrhundert, Umbauten erfolgten im 19. Jahrhundert und die aktuelle Fassade wurde 1975 errichtet. Der dreigeschoßige gemauerte Bau mit Satteldach ist traufseitig zur Franz-Josef-Straße orientiert, an der Eingangsfassade befindet sich ein zweigeschoßiger Rechteckerker mit einem Sgraffito Maria lehrt das Jesuskind aus der Mitte des 20. Jahrhunderts. An der südöstlichen, ehemaligen Hofseite befindet sich der denkmalgeschützte eingeschoßige Arkadengang mit zwei Rundsäulen aus Stein. In drei Kellerräumen findet sich unverputztes Backsteinmauerwerk, das von einer sehr breiten Tonne überfangen wird (vermutlich aus dem 15. Jahrhundert). Die einzelnen Geschoße sind durch eine gemauerte Wendeltreppe (ursprünglich wohl in einem Treppenturm geführt) erschlossen. | BDA-Hist.: Q37993472 Status: Bescheid Stand der BDA-Liste: 2025-06-30 Name: Hofpartie des Bürgerhauses GstNr.: .156 Bürgerhaus, Franz-Josef-Straße 24, Schwaz                                                         |
| ja   | Datei hochladen | Stadtpalais Enzenberg HERIS-ID: 40206 Objekt-ID: 40106 TKK: 16494                                                          | Franz-Josef-Straße 27 Standort KG: Schwaz              | Das Palais Enzenberg wurde unter Verwendung der Mauern eines Vorgängerbaus von 1700 bis 1705 im Stil der Innsbrucker Stadtpalais mit Balkon und zwei Erkern errichtet. Die Fensterumrahmungen wurden nach einem Brand im Jahr 1809 klassizistisch erneuert. | BDA-Hist.: Q37993483 Status: Bescheid Stand der BDA-Liste: 2025-06-30 Name: Stadtpalais Enzenberg GstNr.: .202 Palais Enzenberg, Schwaz                                                                               |
| ja   | Datei hochladen | Bürgerhaus HERIS-ID: 40207 Objekt-ID: 40107 TKK: 16465                                                                     | Franz-Josef-Straße 29 Standort KG: Schwaz              | | BDA-Hist.: Q37993492 Status: Bescheid Stand der BDA-Liste: 2025-06-30 Name: Bürgerhaus GstNr.: .204 |
| ja   | Datei hochladen | Cafe Central HERIS-ID: 89455 Objekt-ID: 104086 TKK: 116399                                                                 | Fuggergasse 2 Standort KG: Schwaz                      | | BDA-Hist.: Q37737924 Status: § 2a Stand der BDA-Liste: 2025-06-30 Name: Cafe Central GstNr.: .143 Fuggergasse 2 (Schwaz)                                                                                              |
| ja   | Datei hochladen | Mariahilfkapelle, Brenngadenkapelle HERIS-ID: 89547 Objekt-ID: 104181 TKK: 16704                                           | gegenüber Fuggergasse 10 Standort KG: Schwaz           | Die neugotische Kapelle wurde 1893/94 vermutlich an Stelle eines seit 1743 verehrten Bildstockes errichtet. Die Fassade ist mit einem spitzbogigen Portal, rechteckigen Strebepfeiler an den Ecken und einem vorspringenden Mauerteil auf Konsolen mit dreiteiligem Abschluss in Form eines Stufengiebels gestaltet. Das Marienrelief neben dem Eingang wurde von Karl Severin Unterberger geschaffen. | BDA-Hist.: Q37739167 Status: § 2a Stand der BDA-Liste: 2025-06-30 Name: Mariahilfkapelle, Brenngadenkapelle GstNr.: .132/2, 2331/1                                                                                    |
| ja   | Datei hochladen | Anlage Franziskanerkloster Schwaz HERIS-ID: 99870 Objekt-ID: 116043 TKK: 16480, 16479                                      | Gilmstraße 1, u. a. Standort KG: Schwaz                | Das Kloster wurde 1507 bis 1515 erbaut und 1735 und 1925 erweitert. Im Kreuzgang wurden unter barocker Übermalung gotische Fresken aus der Erbauungszeit freigelegt. | BDA-Hist.: Q1450364 Status: § 2a Stand der BDA-Liste: 2025-06-30 Name: Anlage Franziskanerkloster Schwaz GstNr.: 134/1, 134/2, 135/1, 135/4, .119, .120, .121, .122, 69/2, 70, .991, 135/3 Franziskanerkloster Schwaz |
| ja   | Datei hochladen | Villa Riccabona HERIS-ID: 89451 Objekt-ID: 104082 TKK: 67934                                                               | Gilmstraße 2 Standort KG: Schwaz                       | | BDA-Hist.: Q37737909 Status: Bescheid Stand der BDA-Liste: 2025-06-30 Name: Villa Riccabona GstNr.: 138/7 Gilmstraße 2 (Schwaz)                                                                                       |
| ja   | Datei hochladen | Gutshof Neuhaus HERIS-ID: 40242 Objekt-ID: 40142 TKK: 16475                                                                | Hermine-Berghofer-Straße 62 Standort KG: Schwaz        | Das Bauernhaus wurde laut Inschrift 1755 errichtet, 1982 wurde der Wirtschaftsteil erneuert. Der zweigeschoßige Mauerbau unter einem mäßig steilen Satteldach hat giebelseitig fünf und traufseitig vier Achsen. Die Fenster sind mit geohrten Faschen verziert, im Obergeschoß mit geschwungenen Aufsätzen und am nördlichen Giebel mit zarten Volutenbändern bereichert. An der straßenseitigen Giebelfassade gibt es ein abgefastes Rundbogenportal mit Kämpfern und Schlussstein, einen kleinen Holzsöller und ein hochovales Freskomedaillon über dem mittleren Giebelfenster. Im Inneren gibt es barocke Gewölbe in Flur, Küche und Treppenhaus, aufwendig gebaut. | BDA-Hist.: Q37993666 Status: Bescheid Stand der BDA-Liste: 2025-06-30 Name: Gutshof Neuhaus GstNr.: 1117/1 Gutshof Neuhaus, Schwaz                                                                                    |
| ja   | Datei hochladen | Hirschenkreuz HERIS-ID: 89576 Objekt-ID: 104218 TKK: 116417                                                                | Husslstraße Standort KG: Schwaz                        | Das an einer Weggabelung stehende Kreuz mit einer Bretterrückwand, einem geschweiften Kupferdach und einem Corpus im Dreinageltypus wurde in der ersten Hälfte des 19. Jahrhunderts errichtet. | BDA-Hist.: Q37739829 Status: § 2a Stand der BDA-Liste: 2025-06-30 Name: Hirschenkreuz GstNr.: 2372/1 Hirschenkreuz |
| ja   | Datei hochladen | Wagner Haus HERIS-ID: 40228 Objekt-ID: 40128 TKK: 16469                                                                    | Innsbrucker Straße 1 Standort KG: Schwaz               | Das fünfgeschoßige Bürgerhaus aus dem 16. Jahrhundert erhielt seine Fensterumrahmungen im 19. Jahrhundert. | BDA-Hist.: Q37993524 Status: Bescheid Stand der BDA-Liste: 2025-06-30 Name: Wagner Haus GstNr.: .61 |
| ja   | Datei hochladen | Bürgerhaus HERIS-ID: 40229 Objekt-ID: 40129 TKK: 16470                                                                     | Innsbrucker Straße 3 Standort KG: Schwaz               | Das viergeschoßige Bürgerhaus mit Rundbogenportal und Erker stammt aus dem 16. Jahrhundert. | BDA-Hist.: Q37993532 Status: Bescheid Stand der BDA-Liste: 2025-06-30 Name: Bürgerhaus GstNr.: .67/2, .67/1 |
| ja   | Datei hochladen | Alte Post HERIS-ID: 40231 Objekt-ID: 40131 TKK: 16471                                                                      | Innsbrucker Straße 11 Standort KG: Schwaz              | Die Fassade der dreigeschoßigen alten Post ist klassizistisch. | BDA-Hist.: Q37993550 Status: Bescheid Stand der BDA-Liste: 2025-06-30 Name: Alte Post GstNr.: .72 |
| ja   | Datei hochladen | Bürgerhaus HERIS-ID: 40232 Objekt-ID: 40132 TKK: 16472                                                                     | Innsbrucker Straße 12 Standort KG: Schwaz              | Das Bürgerhaus mit Erker stammt aus dem 16. Jahrhundert. | BDA-Hist.: Q37993565 Status: Bescheid Stand der BDA-Liste: 2025-06-30 Name: Bürgerhaus GstNr.: .54 |
| ja   | Datei hochladen | Bürgerhaus, Keßlerhaus HERIS-ID: 40233 Objekt-ID: 40133 TKK: 16503                                                         | Innsbrucker Straße 16 Standort KG: Schwaz              | Das viergeschoßige Bürgerhaus mit Grabendach wurde im 16. Jahrhundert erbaut. | BDA-Hist.: Q37993577 Status: Bescheid Stand der BDA-Liste: 2025-06-30 Name: Bürgerhaus, Keßlerhaus GstNr.: .52 |
| ja   | Datei hochladen | Haus Mathoi HERIS-ID: 40234 Objekt-ID: 40134 TKK: 16473                                                                    | Innsbrucker Straße 17 Standort KG: Schwaz              | Das dreigeschoßige Bürgerhaus mit zwei Erkern stammt aus dem 16. Jahrhundert; der Stuck wurde im 18. Jahrhundert geschaffen. | BDA-Hist.: Q37993587 Status: Bescheid Stand der BDA-Liste: 2025-06-30 Name: Haus Mathoi GstNr.: .77, 65/8 Haus Mathoi, Schwaz                                                                                         |
| ja   | Datei hochladen | Bürgerhaus HERIS-ID: 40236 Objekt-ID: 40136 TKK: 116405                                                                    | Innsbrucker Straße 42 Standort KG: Schwaz              | | BDA-Hist.: Q37993606 Status: Bescheid Stand der BDA-Liste: 2025-06-30 Name: Bürgerhaus GstNr.: .43 |
| ja   | Datei hochladen | Kath. Pfarrkirche hl. Barbara und Pfarrzentrum HERIS-ID: 89581 Objekt-ID: 104223 TKK: 69468                                | Johannes-Messner-Weg 11 Standort KG: Schwaz            | Das Pfarrzentrum St. Barbara wurde 1984/85 nach Plänen von Peter Margreiter errichtet. Die Anlage mit Kirche, Kanzlei, Bibliothek, Gemeinschaftsräumen und Wohneinheiten ist um einen als Atrium gestalteten Vorplatz mit gedecktem Gang gruppiert. Die Kirche über quadratischem Grundriss weist ein steil aufragendes Dach in Form eines Pyramidenstumpfes auf, das von einem großen Fensteraufbau bekrönt wird. Der hohe Innenraum wird indirekt beleuchtet. Der durch eine Stufe abgetrennte Altarbereich im östlichen Raumteil wird auf drei Seiten von Bankreihen umgeben. | BDA-Hist.: Q37739892 Status: § 2a Stand der BDA-Liste: 2025-06-30 Name: Kath. Pfarrkirche hl. Barbara und Pfarrzentrum GstNr.: 884/2 Sankt Barbara, Schwaz                                                            |
| ja   | Datei hochladen | Ehem. Knappenhaus HERIS-ID: 40237 Objekt-ID: 40137 TKK: 116404                                                             | Kraken 4 Standort KG: Schwaz                           | Ehemaliges Knappenhaus in Hanglage, das mehrere Umbauten erlebte, wobei die Substanz im Obergeschoß verloren ging, in den beiden Untergeschoßen jedoch weitgehend erhalten blieb. Nach jahrzehntelanger Vernachlässigung um 2012 mit Landeszuschuss von 31.000 € nach Plänen von Architekt Hörhager restauriert, wobei das Obergeschoß vollkommen neu errichtet, im Untergeschoß jedoch die Originalsubstanz hervorgehoben wurde. | BDA-Hist.: Q37993614 Status: Bescheid Stand der BDA-Liste: 2025-06-30 Name: Ehem. Knappenhaus GstNr.: .411 |
| ja   | Datei hochladen | Altes Berggericht HERIS-ID: 40238 Objekt-ID: 40138 TKK: 16536                                                              | Kraken 9 Standort KG: Schwaz                           | Das vollkommen gemauerte ehemalige Berggericht mit Polygonalerker wird heute als Bauernhaus genützt. | BDA-Hist.: Q37993625 Status: Bescheid Stand der BDA-Liste: 2025-06-30 Name: Altes Berggericht GstNr.: 510/1 Altes Berggericht, Schwaz                                                                                 |
| ja   | Datei hochladen | Lahnbachkapelle HERIS-ID: 59779 Objekt-ID: 71355 TKK: 16702                                                                | gegenüber Lahnbachgasse 11 Standort KG: Schwaz         | Die Lahnbachkapelle ist ein offener gemauerter Kapellenbildstock mit dreiseitigem Chorschluss und steilem, über der Apsis abgewalmtem Satteldach. Im Scheitel des Tonnengewölbes Maria als Himmelskönigin auf Wolken, umgeben von Putti, Cherubsköpfen und Rokokodekor. In der Apsisrundung gemalter Baldachin mit Putti, Cherubinköpfen und dem Christussymbol Pelikan. 1995 von Toni Knapp restauriert. | BDA-Hist.: Q38088749 Status: § 2a Stand der BDA-Liste: 2025-06-30 Name: Lahnbachkapelle GstNr.: .925 Lahnbachkapelle, Schwaz                                                                                          |
| ja   | Datei hochladen | Wohnhaus HERIS-ID: 89544 Objekt-ID: 104178 TKK: 116400                                                                     | Ludwig-Penz-Straße 1a Standort KG: Schwaz              | | BDA-Hist.: Q37739012 Status: § 2a Stand der BDA-Liste: 2025-06-30 Name: Wohnhaus GstNr.: .163 |
| ja   | Datei hochladen | Alter Friedhof mit Friedhofskreuz, Umfassungsmauer und Arkaden HERIS-ID: 60064 Objekt-ID: 71916 TKK: 16458, 134322         | bei Ludwig-Penz-Straße 1a Standort KG: Schwaz          | Der Friedhof östlich der Stadtpfarrkirche wurde bereits im Mittelalter angelegt und 1859/60 nach Plänen von Josef von Stadl mit neugotischen Arkaden versehen. Nach Errichtung des neuen Friedhofs in St. Martin wurde er 1960 aufgelassen und später zu einer öffentlichen Parkanlage umgestaltet. Die Anlage ist von einer Mauer mit zahlreichen, zum Teil spätgotischen Eingängen umschlossen. An der Südwestecke der Kirche steht ein repräsentativer Torbau mit spitzbogiger Laibung und hoher, von zwei Türmchen flankierter Giebelwand. In den Arkaden haben sich etliche Grabdenkmäler erhalten. Im Zentrum der Anlage stehen das vermutlich aus dem 18. Jahrhundert stammende Friedhofskreuz und die Totenleuchte. | BDA-Hist.: Q38089966 Status: § 2a Stand der BDA-Liste: 2025-06-30 Name: Alter Friedhof mit Friedhofskreuz, Umfassungsmauer und Arkaden GstNr.: 197/1, 197/2 Alter Friedhof, Schwaz                                    |
| ja   | Datei hochladen | Totenleuchte im ehem. Friedhof HERIS-ID: 89470 Objekt-ID: 104101 TKK: 116413                                               | Ludwig-Penz-Straße 1a, in der Nähe Standort KG: Schwaz | Die Totenleuchte im ehemaligen Friedhof wurde laut Inschrift 1518 errichtet. Die aus Quadern errichtete Säule über einem zweistufigen Sockel trägt einen Tabernakelaufsatz mit kupfergedecktem Dach. | BDA-Hist.: Q37738034 Status: § 2a Stand der BDA-Liste: 2025-06-30 Name: Totenleuchte im ehem. Friedhof GstNr.: 197/1 Totenleuchte, Schwaz                                                                             |
| ja   | Datei hochladen | Lechleitner-Haus HERIS-ID: 40239 Objekt-ID: 40139 TKK: 16476                                                               | Ludwig-Penz-Straße 7 Standort KG: Schwaz               | | BDA-Hist.: Q37993636 Status: Bescheid Stand der BDA-Liste: 2025-06-30 Name: Lechleitner-Haus GstNr.: .263/1 |
| ja   | Datei hochladen | Bezirksgericht HERIS-ID: 45527 Objekt-ID: 46893 TKK: 16477                                                                 | Ludwig-Penz-Straße 13 Standort KG: Schwaz              | Das ehemalige Bezirksgericht mit Treppenturm stammt im Kern aus dem 16. Jahrhundert, wurde um 1960 aber teilweise neu erbaut. | BDA-Hist.: Q38016545 Status: Bescheid Stand der BDA-Liste: 2025-06-30 Name: Bezirksgericht GstNr.: 269 Bezirksgericht Schwaz                                                                                          |
| ja   | Datei hochladen | Bürgerhaus HERIS-ID: 40240 Objekt-ID: 40140 TKK: 16516                                                                     | Ludwig-Penz-Straße 17 Standort KG: Schwaz              | Das dreigeschoßige Bürgerhaus stammt aus dem 18. Jahrhundert. | BDA-Hist.: Q37993646 Status: Bescheid Stand der BDA-Liste: 2025-06-30 Name: Bürgerhaus GstNr.: .267/1 |
| ja   | Datei hochladen | Bürgerhaus HERIS-ID: 59075 Objekt-ID: 70042 TKK: 16478                                                                     | Ludwig-Penz-Straße 19 Standort KG: Schwaz              | Das dreigeschoßige Bürgerhaus mit Doppelportal stammt aus dem 16. Jahrhundert. | BDA-Hist.: Q38085846 Status: Bescheid Stand der BDA-Liste: 2025-06-30 Name: Bürgerhaus GstNr.: .268 |
| ja   | Datei hochladen | Bürgerhaus, Fugger-Wohnhaus HERIS-ID: 40241 Objekt-ID: 40141 TKK: 16460                                                    | Ludwig-Penz-Straße 21 Standort KG: Schwaz              | Der viergeschoßige Bau mit zwei Eck- und zwei Fassadenerkern wurde 1520/25 als Ansitz der Familie Fugger erbaut. Seit 1841 wird das Gebäude als Kloster der Franziskaner-Tertiarinnen genutzt. Die mit Putzfeldern, vorgeblendetem Rustikamauerwerk und Ornamenten gegliederten Fassaden stammen von 1674. An der rückwärtigen Fassade befindet sich ein dreigeschoßiger Arkadengang mit schmalen Rundbögen aus rotem Marmor. Das Innere ist geschoßweise über einen durchgehenden kreuzgratgewölbten Mittelflur mit ausgeschiedenem, ebenfalls gewölbtem Treppenhaus erschlossen. Die Hauskapelle im zweiten Geschoß ist ein stichkappengewölbter Raum mit Altartisch im Erker und Wandgemälden von Wolfram Köberl von 1950. Einzelne Räume sind mit Bohlenbalkendecken oder Leistengetäfel des 16. Jahrhunderts ausgestattet. In einer der getäfelten Stuben wurde eine ehemals umfassende Dekorationsmalerei teilweise freigelegt. Ebenfalls erhalten sind rundbogige gotische Türlaibungen aus Tuffstein. | BDA-Hist.: Q37993657 Status: § 2a Stand der BDA-Liste: 2025-06-30 Name: Bürgerhaus, Fugger-Wohnhaus GstNr.: .134 Fuggerhaus, Schwaz                                                                                   |
| ja   | Datei hochladen | Kapelle des bischöflichen Gymnasiums Paulinum HERIS-ID: 17183 Objekt-ID: 13457 TKK: 7471                                   | Paulinumweg 3 Standort KG: Schwaz                      | Die Kapelle des Paulinums wurde 1929 nach Plänen von Albert Bermoser errichtet und gilt als herausragendes Beispiel Tiroler Sakralarchitektur der Zwischenkriegszeit. Sie schließt südwestlich an das Internatsgebäude an und ist architektonisch an dessen schlichte, symmetrische Gliederung angepasst, aber durch den in den Bau integrierten Glockenturm an der Nordwestecke betont. Der einschiffige Langhausbau mit geradem Chorschluss ist im Stil der Neuen Sachlichkeit gehalten, weist aber auch expressionistische Einflüsse auf. Die blauen Deckenfelder zeigen Mariensymbole und Tierkreiszeichen. Die Glasgemälde wurden 1930 nach Entwürfen von Carl Rieder geschaffen. | BDA-Hist.: Q115036858 Status: Bescheid Stand der BDA-Liste: 2025-06-30 Name: Kapelle des bischöflichen Gymnasiums Paulinum GstNr.: 2076/8                                                                             |
| ja   | Datei hochladen | Ansitz Truefer HERIS-ID: 89532 Objekt-ID: 104165 TKK: 16533                                                                | Paulinumweg 7 Standort KG: Schwaz                      | Der ehemalige Ansitz Günn wurde 1548 erstmals erwähnt und wechselte häufig den Besitzer. Von 1628 bis etwa 1800 war er im Besitz der Familie Truefer, die ihn 1749 durch Jakob Singer barock neu- oder umbauen ließen. 1926 wurde das Gebäude für das bischöfliche Gymnasium Paulinum erworben. Der viergeschoßige Mauerbau weist an der Hauptfassade einen geschwungenen Blendgiebel und eine regelmäßige Achsengliederung und an der Hangseite ein steingefasstes Rundbogenportal auf. | BDA-Hist.: Q37738574 Status: § 2a Stand der BDA-Liste: 2025-06-30 Name: Ansitz Truefer GstNr.: 2072/2 |
| ja   | Datei hochladen | Barbarasäule beim Paulinum HERIS-ID: 89817 Objekt-ID: 104472 TKK: 116407                                                   | bei Paulinumweg 7 Standort KG: Schwaz                  | Die gemauerte Bildsäule aus Breccie mit tabernakelartigem Aufsatz wurde im Gedenken an das Grubenunglück im Heiligkreuzstollen im Jahr 1535 errichtet. Am vierseitigen Aufsatz befinden sich Bildtafeln aus Kupfer, die die hl. Barbara, eine Darstellung des Grubenunglücks und Inschriften zeigen. | BDA-Hist.: Q37742998 Status: § 2a Stand der BDA-Liste: 2025-06-30 Name: Barbarasäule beim Paulinum GstNr.: 2072/1 |
| ja   | Datei hochladen | Danzlkapelle HERIS-ID: 40243 Objekt-ID: 40143 TKK: 116408                                                                  | Pirchanger Standort KG: Schwaz                         | Die Kapelle wurde 1728 erbaut und 1893 erweitert und renoviert. Der zweijochige gemauerte Bau weist einen stark eingezogenen Chor, eine Rundapsis und ein steiles Satteldach mit Giebelreiter auf. Über dem Spitzbogenportal befindet sich ein stuckgerahmtes Mosaik mit Christus als dem guten Hirten. Der Innenraum ist mit einem Tonnengewölbe mit Stichkappen gedeckt und mit neugotischen Wand- und Deckenmalereien versehen. | BDA-Hist.: Q37993677 Status: Bescheid Stand der BDA-Liste: 2025-06-30 Name: Danzlkapelle GstNr.: .879 |
| ja   | Datei hochladen | Ansitz Friedheim/Roteturmschlössl HERIS-ID: 40244 Objekt-ID: 40144 TKK: 16532                                              | Pirchanger 100 Standort KG: Schwaz                     | | BDA-Hist.: Q37993688 Status: Bescheid Stand der BDA-Liste: 2025-06-30 Name: Ansitz Friedheim/Roteturmschlössl GstNr.: .770/1 Ansitz Friedheim, Roteturmschlössl, Minkusschlössl, Schwaz                               |
| ja   | Datei hochladen | Bildstock Lahnbachbrücke HERIS-ID: 89972 Objekt-ID: 104641 TKK: 16700                                                      | gegenüber Rennhammergasse 14 Standort KG: Schwaz       | Der gemauerte Bildstock an der Lahnbachbrücke wurde vermutlich um 1885 im Zuge der Verbauung des Baches errichtet. In der Nische befindet sich eine rundbogig geschlossene Darstellung des hl. Johannes Nepomuk über der Pfarrkirche Schwaz. | BDA-Hist.: Q37743824 Status: § 2a Stand der BDA-Liste: 2025-06-30 Name: Bildstock Lahnbachbrücke GstNr.: 2349/1 |
| ja   | Datei hochladen | Schlaghaufenkapelle HERIS-ID: 89973 Objekt-ID: 104642 TKK: 16696                                                           | bei Rennhammergasse 24 Standort KG: Schwaz             | Die Kapelle mit quadratisch eingezogenem Chor stammt aus dem 19. Jahrhundert. | BDA-Hist.: Q37743860 Status: § 2a Stand der BDA-Liste: 2025-06-30 Name: Schlaghaufenkapelle GstNr.: 2349/1 |
| ja   | Datei hochladen | Rote-/Sandkapelle HERIS-ID: 89585 Objekt-ID: 104228 TKK: 16698                                                             | südwestlich Ried-Lugglgasse 13 Standort KG: Schwaz     | Die seit 1855 nachweisbare Kapelle wurde 1898 neu- oder umgebaut. Der rechteckige Mauerbau mit dreiseitigem Chorschluss und holzschindelgedecktem Satteldach weist an der Giebelseite ein rundbogiges Portal auf. Darüber befindet sich ein Fresko der Hl. Barbara mit Kelch, Bergwerkswappen und Turm von Adolf Luchner. Der Innenraum ist mit einem Tonnengewölbe gedeckt. | BDA-Hist.: Q37739909 Status: § 2a Stand der BDA-Liste: 2025-06-30 Name: Rote-/Sandkapelle GstNr.: 2306/1 |
| ja   | Datei hochladen | Simon Juda Kapelle HERIS-ID: 89586 Objekt-ID: 104229 TKK: 16694                                                            | südlich Ried-Malerwiese 32 Standort KG: Schwaz         | Die Kapelle wurde 1878 anstelle eines älteren Vorgängerbaus errichtet. Der einjochige Mauerbau mit Satteldach und dreiseitigen, eingezogenem Chorschluss weist an der südlichen Eingangsfassade ein Rundbogenportal mit Oberlichte auf. Der Innenraum ist mit einer Stichkappentonne gedeckt, die Apsis mit geradem Schluss und segmentbogigem Stichkappengewölbe wird durch ein schmiedeeisernes Gitter abgetrennt. | BDA-Hist.: Q37739926 Status: § 2a Stand der BDA-Liste: 2025-06-30 Name: Simon Juda Kapelle GstNr.: 2309/1 |
| ja   | Datei hochladen | Ehem. Augustinerinnenkloster, Kirche hl. Martin mit Nebengebäuden, Einfriedung HERIS-ID: 55865 Objekt-ID: 64752 TKK: 16482 | St. Martin 16 Standort KG: Schwaz                      | Das Kloster der Augustiner-Eremitinnen wurde von Kaiser Maximilian I. gegründet und 1516–1521 erbaut. Ab 1824 diente das Gebäude als Zwangsarbeitsanstalt, von 1855 bis 1913 als Frauenstrafanstalt unter Leitung der Barmherzigen Schwestern. Um 1930 wurde es zu einer Erziehungsanstalt umgebaut, 1992 wurde das Sozialpädagogische Zentrums St. Martin eingerichtet. Seit 1995 ist in einem Teil des Gebäudes das 2012 erweiterte Museum der Völker untergebracht. Die vielfach umgebaute Anlage war um zwei Höfe gruppiert und ist mit der südlich gelegenen Kirche durch den Westflügel des ehemaligen Kreuzgangs verbunden. Die erste Kirche wurde 1444 geweiht und nach Gründung des Klosters 1510–1521 neu gebaut. Der einfache gotische Bau besteht aus einem vierjochigen, einschiffigen Langhaus, einem zweijochigen Chor und einem Nordturm mit Spitzhelm. Der 1764 barockisierte Innenraum ist mit Rokokofresken von Christoph Anton Mayr mit perspektivischen Scheinarchitekturen und Scheinstuckaturen geschmückt. An der Nordwand des Langhauses haben sich Reste spätgotischer Fresken mit Szenen aus dem Leben Jesu (um 1515/20) erhalten. | BDA-Hist.: Q38068396 Status: § 2a Stand der BDA-Liste: 2025-06-30 Name: Ehem. Augustinerinnenkloster, Kirche hl. Martin mit Nebengebäuden, Einfriedung GstNr.: .455/1, .455/2, .454, .458, 687 Sankt Martin, Schwaz   |
| ja   | Datei hochladen | Friedhof HERIS-ID: 89577 Objekt-ID: 104219 TKK: 116410                                                                     | St. Martin 30 Standort KG: Schwaz                      | Der Friedhof wurde 1960 östlich des Klosters St. Martin als Ersatz für den alten Friedhof bei der Stadtpfarrkirche angelegt. Die Anlage ist durch niedrige Mauern unterteilt und von einer Umfassungsmauer mit Eingängen mit schmiedeeisernen Gittertoren umgeben. Im Südwesten steht die Friedhofskapelle, im Südosten begrenzt eine 1968 errichtete offene Urnenhalle den Friedhof zur Gärtnerei. Der langgestreckte Bau weist an der kreuzbekrönten Frontseite eine überlebensgroße Figur des hl. Christophorus von 1963 auf. | BDA-Hist.: Q37739847 Status: § 2a Stand der BDA-Liste: 2025-06-30 Name: Friedhof GstNr.: 1321/1, 1321/2, 1321/3, 1324/1 Friedhof Sankt Martin, Schwaz                                                                 |
| ja   | Datei hochladen | Aufbahrungshalle HERIS-ID: 89578 Objekt-ID: 104220 TKK: 16699                                                              | bei St. Martin 30 Standort KG: Schwaz                  | Die Friedhofskapelle mit beidseitig angebauten Wirtschaftsbereichen und freistehendem Campanile wurde um 1960 errichtet. Die Kapelle ist ein hoher, saalartiger Bau mit rechteckigem Grundriss, gestuften Seitenwänden, stark eingezogener, leicht gewölbter Apsis und leicht nach unten durchhängendem Flachdach. Der Innenraum wird durch seitliche Fensterbänder zum Altar hin belichtet. In der Apsis befindet sich ein buntes Glasfenster in Kreuzform mit einer Darstellung des Gekreuzigten. | BDA-Hist.: Q37739874 Status: § 2a Stand der BDA-Liste: 2025-06-30 Name: Aufbahrungshalle GstNr.: 1321/2 Friedhof Sankt Martin, Schwaz                                                                                 |
| ja   | Datei hochladen | Spitalkirche Hll. Geist und Johannes der Täufer HERIS-ID: 45515 Objekt-ID: 46879 TKK: 16459                                | Swarovskistraße 1 Standort KG: Schwaz                  | Die zweijochige Kirche mit Südturm wurde von 1515 bis 1542 erbaut. Der Innenraum wurde nach einem Brand stark umgestaltet; der Altar stammt aus der Zeit um 1925. | BDA-Hist.: Q38016496 Status: Bescheid Stand der BDA-Liste: 2025-06-30 Name: Spitalkirche Hll. Geist und Johannes der Täufer GstNr.: 41/3 Spitalkirche, Schwaz                                                         |
| ja   | Datei hochladen | Verwaltungsgebäude HERIS-ID: 23633 Objekt-ID: 19989 TKK: 5927                                                              | Swarovskistraße 8 Standort KG: Schwaz                  | | BDA-Hist.: Q37877864 Status: Bescheid Stand der BDA-Liste: 2025-06-30 Name: Verwaltungsgebäude GstNr.: 18 |
| ja   | Datei hochladen | Wohnhaus HERIS-ID: 61636 Objekt-ID: 74063 TKK: 19514                                                                       | Tannenberggasse 8 Standort KG: Schwaz                  | | BDA-Hist.: Q38096741 Status: Bescheid Stand der BDA-Liste: 2025-06-30 Name: Wohnhaus GstNr.: .205 Tannenberggasse 8, Schwaz                                                                                           |
| ja   | Datei hochladen | Totenkapelle hll. Michael und Veit mit Stiegenanlage HERIS-ID: 55860 Objekt-ID: 64744 TKK: 16474                           | gegenüber Tannenberggasse 15 Standort KG: Schwaz       | Die zweigeschoßige gotische Totenkapelle an der nördlichen Friedhofsmauer wurde von 1504 bis 1506 erbaut. In die untere Kapelle führen zwei spitzbogige Portale. Über die Stiege mit vier Arkadenbögen gelangt man in die Oberkapelle mit einem gotischen Flügelaltar aus den Jahren 1510/11. | BDA-Hist.: Q38068374 Status: § 2a Stand der BDA-Liste: 2025-06-30 Name: Totenkapelle hll. Michael und Veit mit Stiegenanlage GstNr.: .236, 197/1 Chapel of St.Michael and St. Vitus in Schwaz                         |
| ja   | Datei hochladen | Kath. Pfarrkirche Mariae Himmelfahrt HERIS-ID: 59777 Objekt-ID: 71353 TKK: 12394                                           | gegenüber Tannenberggasse 15 Standort KG: Schwaz       | Die vierschiffige Hallenkirche mit Nordturm steht im dicht verbauten Stadtzentrum. Sie wurde von 1460 bis 1478 zunächst dreischiffig erbaut und bereits ab 1490 vergrößert, unter anderem um die zweigeschoßige südliche Sakristei. Bemerkenswert ist der fünfstöckige gotische Dachstuhl unter dem Dach aus 15000 Kupferplatten. Die beiden sechsjochigen Hauptschiffe weisen Rautensterngewölbe auf, die beiden Chöre Rautennetzgewölbe. Der neugotische Hochaltar im linken Chor entstand 1913. | BDA-Hist.: Q38088739 Status: § 2a Stand der BDA-Liste: 2025-06-30 Name: Kath. Pfarrkirche Mariae Himmelfahrt GstNr.: .237, 197/1, 2330, 2331/1 Mariä Himmelfahrt, Schwaz                                              |
| ja   | Datei hochladen | Widum und Gartenmauer HERIS-ID: 55864 Objekt-ID: 64749 TKK: 16518                                                          | Tannenberggasse 15 Standort KG: Schwaz                 | Der viergeschoßige Pfarrhof mit gotischem Portal und einem Fresko Maria im Strahlenkranz wurde 1514/15 erbaut. | BDA-Hist.: Q38068385 Status: § 2a Stand der BDA-Liste: 2025-06-30 Name: Widum und Gartenmauer GstNr.: .215, 200 |
| ja   | Datei hochladen | Wohnhäuser HERIS-ID: 89920 Objekt-ID: 104585 TKK: 16451                                                                    | Ullreichstraße 3, 5, 7 Standort KG: Schwaz             | | BDA-Hist.: Q37743551 Status: § 2a Stand der BDA-Liste: 2025-06-30 Name: Wohnhäuser GstNr.: .993, .994, .1020 |
| ja   | Datei hochladen | Friedhofsturm HERIS-ID: 89471 Objekt-ID: 104102 TKK: 83382                                                                 | Winterstellergasse 5 Standort KG: Schwaz               | Da der Turm der Stadtpfarrkirche statische Probleme aufwies, wurde 1910 beim Friedhof ein neuer Turm errichtet, in den 1911 die Glocken samt Glockenstuhl übertragen wurden. Der hohe, schlanke Turm über quadratischem Grundriss ist mit schmalen, rechteckigen Wandöffnungen und kleinen Erkern versehen. Das Glockengeschoß weist ein schmales Gesims gekuppelte Schallfenstern und ein rundes Ecktürmchen mit Zwiebelhaube auf. Der Spitzhelm ist mit zwei abgewalmten Giebeln, einem Dachhäuschen und einem kleinen Runderker mit Zwiebelhaube reich gestaltet. | BDA-Hist.: Q37738052 Status: § 2a Stand der BDA-Liste: 2025-06-30 Name: Friedhofsturm GstNr.: .238/2 Friedhofsturm, Schwaz                                                                                            |
| ja   | Datei hochladen | Pölzbühne im ehem. Friedhof HERIS-ID: 89475 Objekt-ID: 104107 TKK: 116403                                                  | Winterstellergasse 5 Standort KG: Schwaz               | Der langgestreckte, an die nördliche Arkade des ehemaligen Friedhofs anschließende verputzte Tonziegelbau stammt im Kern vermutlich aus dem 15. Jahrhundert. Er wurde von 1597 bis 1850 als Theatersaal für die von der Kirche veranstalteten Volksschauspiele genutzt, beim Stadtbrand 1809 schwer beschädigt und 1826 wiedererrichtet. Nach einem weiteren Brand wurde das Gebäude 1986/87 wieder aufgebaut und 2013 für die Nutzung als Vereinsheim und Veranstaltungssaal baulich adaptiert. | BDA-Hist.: Q37738076 Status: § 2a Stand der BDA-Liste: 2025-06-30 Name: Pölzbühne im ehem. Friedhof GstNr.: .238/1 |
| ja   | Datei hochladen | Rabalderhaus HERIS-ID: 40247 Objekt-ID: 40147 TKK: 16453                                                                   | Winterstellergasse 9 Standort KG: Schwaz               | Das Gebäude stammt im Kern aus dem 16. Jahrhundert, die Fassade wurde im 19. Jahrhundert gestaltet. Das typische, spätgotische Gewerkenhaus beherbergt seit 1999 das Museum Kunst in Schwaz. Das viergeschoßige gemauerte Eckhaus mit Satteldach weist an der Eingangsfassade ein breites Rundbogenportal aus dunklem Dolomit auf. Die einzelnen Geschoße werden an der Südostseite durch einen Treppenturm mit geschmiegtem Zeltdach erschlossen. Im Inneren hat sich im Erdgeschoß ein Kreuzrippengewölbe auf mächtiger Rundsäule aus rotem Marmor erhalten, im Keller ein breites Tonnengewölbe mit hohen Spitzkappen. | BDA-Hist.: Q37993697 Status: Bescheid Stand der BDA-Liste: 2025-06-30 Name: Rabalderhaus GstNr.: .239 Rabalderhaus |
| ja   | Datei hochladen | Bürgerhaus HERIS-ID: 40249 Objekt-ID: 40149 TKK: 16510                                                                     | Wopfnerstraße 12 Standort KG: Schwaz                   | | BDA-Hist.: Q37993709 Status: § 2a Stand der BDA-Liste: 2025-06-30 Name: Bürgerhaus GstNr.: 153/2 |
| ja   | Datei hochladen | Enzenbergstall, Grafenstadel HERIS-ID: 89503 Objekt-ID: 104135 TKK: 116402seit 2012                                        | Wopfnerstraße 12a Standort KG: Schwaz                  | Der Enzenbergstall (Enzenbergstadel) wurde wohl kurz vor 1804 in der heutigen Form errichtet. Es handelt sich um ein besonders qualitätvolles Beispiel eines monumentalen, spätbarocken, langen Stallbau, der mit seiner Schauseite zum ehemaligen Neuen Markt, heute Wopfnerstraße, hin orientiert ist. Mit dem Palais und der zentralen Gartenanlage bildet er eine in Tirol nur noch selten erhaltene Einheit. Die mächtige hölzerne Dachkonstruktion und die handwerkliche Zimmermannsqualität machen den Stall auch zu einem technischen Konstruktionsdenkmal. | BDA-Hist.: Q37738214 Status: Bescheid Stand der BDA-Liste: 2025-06-30 Name: Enzenbergstall, Grafenstadel GstNr.: .201 Enzenbergstall, Schwaz                                                                          |
| ja   | Datei hochladen | Bildstock Christus an der Geißelsäule HERIS-ID: 89980 Objekt-ID: 104649 TKK: 116415                                        | Burggasse 39 Standort KG: Schwaz                       | Der gemauerte Nischenbildstock mit geradem Schluss und kupfergedecktem Satteldach wurde um 1890 errichtet. Die Nische beherbergt eine polychrome Holzskulptur Christus auf der Rast vor einem gemalten Hintergrund. | BDA-Hist.: Q37743899 Status: § 2a Stand der BDA-Liste: 2025-06-30 Name: Bildstock Christus an der Geißelsäule GstNr.: 2332                                                                                            |
| ja   | Datei hochladen | Figurenbildstock hl. Barbara HERIS-ID: 89533 Objekt-ID: 104166 TKK: 116419                                                 | Standort KG: Schwaz                                    | Die Metallskulptur der hl. Barbara an der Barbarabrücke stammt aus der zweiten Hälfte des 20. Jahrhunderts. Sie wurde von Karl Severin Unterberger entworfen und von Josef Baumgartner ausgeführt. Vor der gekrönten Heiligen mit scheibenförmigem Nimbus und Kelch kniet ein Bergmann mit Erzbrocken. | BDA-Hist.: Q37738746 Status: § 2a Stand der BDA-Liste: 2025-06-30 Name: Figurenbildstock hl. Barbara GstNr.: 2656 Figurenbildstock hl. Barbara (Schwaz)                                                               |
| ja   | Datei hochladen | Obere Zintbergkapelle HERIS-ID: 89815 Objekt-ID: 104470 TKK: 116418                                                        | Standort KG: Schwaz                                    | Die Hofkapelle am Zintberg wurde in der ersten Hälfte des 19. Jahrhunderts in Kantblockbauweise errichtet. Sie hat einen geraden Chorschluss, ein Satteldach und einen Dachreiter über dem nordseitigen Giebel. | BDA-Hist.: Q37742973 Status: § 2a Stand der BDA-Liste: 2025-06-30 Name: Obere Zintbergkapelle GstNr.: 2401/3 |
| ja   | Datei hochladen | Floriansbrunnen HERIS-ID: 90035 Objekt-ID: 104710 TKK: 116416                                                              | Standort KG: Schwaz                                    | Der Laufbrunnen mit rechteckigem Brunnentrog ist inschriftlich mit 1923 datiert. Die Bronzeskulptur zeigt den hl. Florian als römischen Soldaten mit Fahne und Wasserkrug über brennendem Haus. | BDA-Hist.: Q37744549 Status: § 2a Stand der BDA-Liste: 2025-06-30 Name: Floriansbrunnen GstNr.: 2355/1 Floriansbrunnen Schwaz                                                                                         |
| ja   | Datei hochladen | Stanzmannkapelle HERIS-ID: 90037 Objekt-ID: 104712 TKK: 116409                                                             | Standort KG: Schwaz                                    | Der gemauerte Kapellenbildstock mit Satteldach und geradem Chorschluss wurde 1830 errichtet. Hinter einem Schmiedeeisengitter befindet sich ein rundbogiges Gemälde des Gnadenbildes Mariahilf mit den hll. Wendelin und Notburga. | BDA-Hist.: Q37744589 Status: § 2a Stand der BDA-Liste: 2025-06-30 Name: Stanzmannkapelle GstNr.: 1205 |
| ja   | Datei hochladen | Gipfelkapelle am Kellerjoch HERIS-ID: 90038 Objekt-ID: 104713 TKK: 16950                                                   | Standort KG: Schwaz                                    | Die Kapelle auf dem Gipfel des Kellerjochs wurde 1931 erbaut. Die einjochige Kapelle mit Satteldach und schindelgedecktem Dachreiter wurde in Ständerbauweise errichtet. Im Westen schließt eine weit vorgezogene Vorhalle auf Holzsäulen an. | BDA-Hist.: Q37744626 Status: § 2a Stand der BDA-Liste: 2025-06-30 Name: Gipfelkapelle am Kellerjoch GstNr.: 2285 Kellerjochkapelle                                                                                    |

## Ehemalige Denkmäler
| Foto |                 | Denkmal                                         | Standort                                   | Beschreibung | Metadaten                                                                                            |
| ---- | --------------- | ----------------------------------------------- | ------------------------------------------ | --- | --- |
| ja   | Datei hochladen | Bürgerhaus Objekt-ID: 40135 TKK: 116406bis 2017 | Innsbrucker Straße 37a Standort KG: Schwaz | Der zweigeschoßige Mauerbau mit Satteldach wurde im Jahre 1942 durch Bomben beschädigt und 1944 neu gebaut. Besitzgeschichtlich ist der historische Bestand seit 1697 belegt, ein Neubau erfolgte inschriftlich zwischen 1726 und 1731. Nach Bränden von 1774 und 1809 verändert wiederaufgebaut. In schriftlichen Dokumenten aus dem Jahre 1940 wird ein Obergeschoßerker und figürliche Fassadenmalerei erwähnt. Bauhistorisch relevent war nur mehr ein Torbogen mit Gewände aus rötlichem Marmor und eine Bauinschrift von 1726 im Schlussstein. | BDA-Hist.: Q37993595 Status: Bescheid Stand der BDA-Liste: 2017-06-23 Name: Bürgerhaus GstNr.: .84/1 |